# Kabelspoorweg van Tibidabo

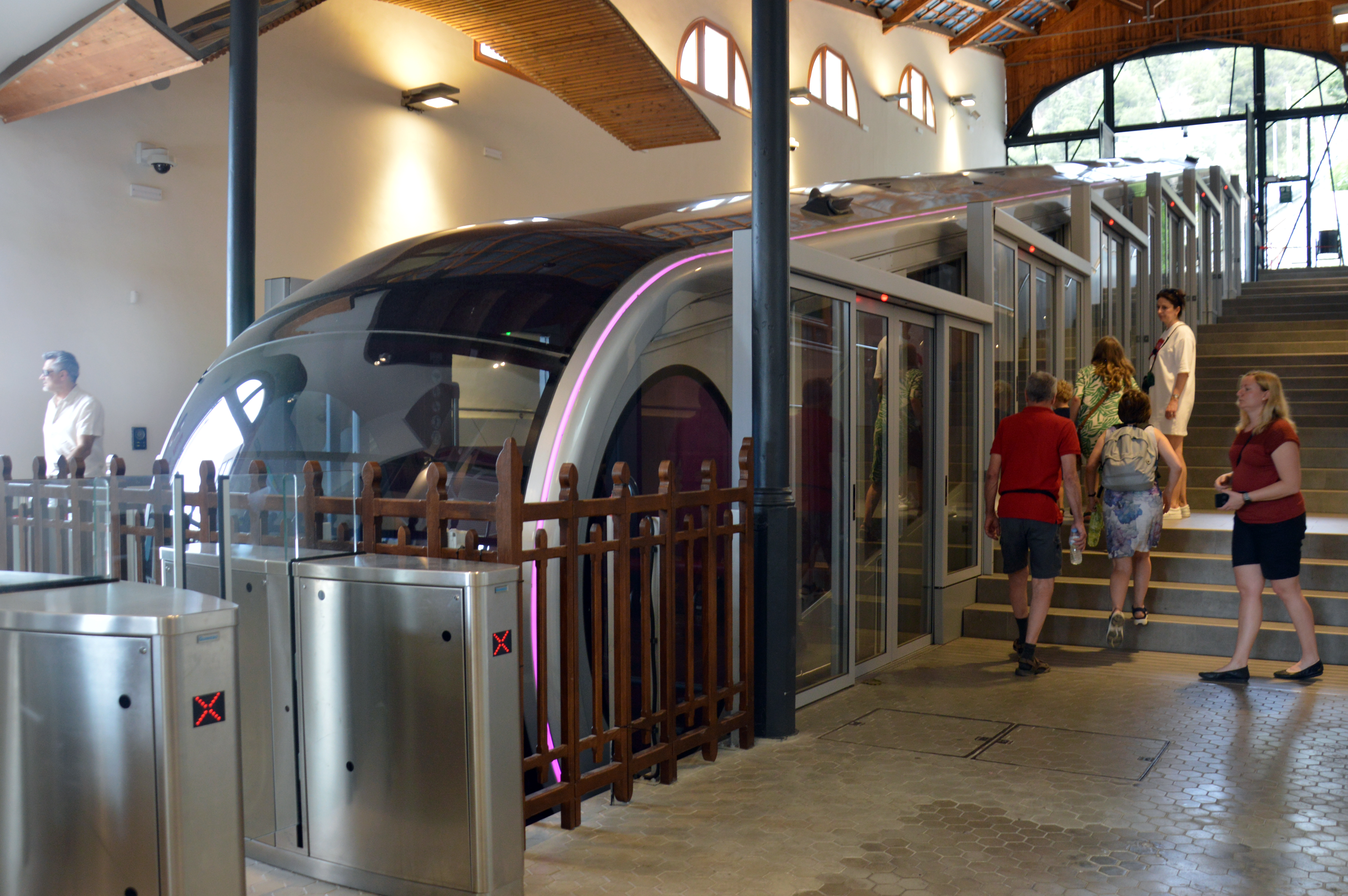
Rijtuig van de kabelspoorweg (2023)

De kabelspoorweg van Tibidabo (Funicular del Tibidabo) is een kabelspoorweg in de stad Barcelona, in Catalonië. Hij verbindt de berg Tibidabo met het Plaça del Doctor Andreu, waar men kan overstappen op de historische Tramvia Blau.
De lijn, die een lengte heeft van 1152 meter, werd geopend op 29 oktober 1901. Hij werd gemoderniseerd in 1922, 1958 en 2021.